# Henri V de Fer
Henri V (III) de Fer (polonais : Henryk V Żelazny; né vers 1312/1321 –  mort le 13 avril 1369), fut duc de Żagań de 1342 à 1369, à partir de 1344/1349, duc de la moitié de Głogów, de 1358 à 1361,  duc de Ścinawa (allemand : Steinau) et à partir de 1363, duc de la moitié de Ścinawa.

## Biographie

### Origine
Henri est le seul fils d'Henri IV le Fidèle, duc de Żagań, et de son épouse Matilde, fille de Herman Ier de Brandebourg-Salzwedel. Le jeune  Henri V fait son éducation politique aux côtés de son père en prenant part aux négociations avec Jean de Ścinawa en 1341, qui leur concède Wschowa. Une année plus tard la mort de son père fait de lui le nouveau souverain de Żagań. Son surnom de « de Fer » (polonais Żelazny) est lié à la rigueur de son comportement. Dès sa prise de pouvoir
Henri V donne comme but à sa politique de recouvrer les domaines perdus lors du règne paternel.

### Début du règne
En 1343 Henri V refuse de rendre l'hommage féodal au royaume de Bohême et tente de reprendre Głogów, qui a été occupé par le roi Jean Ier de Bohême après la mort de son oncle Przemko II en 1331. 
À la même époque le roi Casimir III de Pologne met à profit la confusion qui règne en Silésie pour s'emparer de Wschowa. Dans le conflit qui s'ensuit Henri V appuie ses oncle Conrad Ier d'Oleśnica et Jean de Ścinawa et oblige les troupes polonaises qui assiègent la cité de Ścinawa à se retirer. Toutefois du fait des pertes subies par l'armée de Conrad Ier, le roi de Pologne peut garder les derniers domaines de Grande-Pologne encore détenus par les  descendants d'Henri III de Głogów. Bien que son échec soit relatif, Henri V envoie un message à Casimir III, afin de solliciter la paix. Les armées polonaise se retire de Żagań, et lors de la rencontre entre le roi et Henri V, Casimir III le traite avec honneur et lui rend les possessions qu'il avait occupées pendant le conflit à l'exception de Wschowa.

### Vassal de la Bohême
Son conflit avec le roi de Pologne interdit à Henri V de s'opposer fortement au roi Jean Ier de Bohême. Un accord est finalement trouvé le 7 juin 1344, par lequel le roi Jean de Luxembourg donne à Henri V la moitié du duché de Głogów dont il ne pourra formellement prendre possession qu'en 1349; en échange, le duc de Żagań s'oblige à se reconnaitre lui-même  vassal de la Bohême et à rendre l'hommage féodal au roi Jean Ier lors d'une cérémonie tenue le 23 novembre de la même année à Prague.
Les évènements de l'année 1344 lient Henri V à la politique de la Bohême, et l'année suivante lors de la rupture entre la Silésie et le royaume de  Bohême, le duc Żagań soutient son suzerain avec ses troupes et tente de récupérer Wschowa. Comme vassal du royaume de Bohême, Henri V participe également à de nombreuses cérémonies et activités diplomatiques aux côtés du roi Jean Ier et ensuite de son fils et successeur Charles IV, par exemple lors du couronnement de Charles le 1er septembre 1347 à Prague, et deux ans plus tard lorsqu'il est dans la suite du roi lors de ses voyages à Avignon et Aix-la-Chapelle, et finalement en 1355 quand il se rend en Italie et qu'il est témoin du couronnement impérial du roi des romains à Rome. 
Les services fidèles du duc de Żagań sont récompensés en 1351, quand après la mort sans héritier du duc Boleslas III de Płock le beau-frère d'Henri V, et conformément au traité signé en 1329 entre le roi Jean de Bohême et le duc Wacław de Płock, l'empereur lui inféode le duché. Toutefois la rapide intervention du roi Casimir III le Grand qui immédiatement après la mort de Boleslas III prend le contrôle du duché de  Płock, empêche  Henri V d'obtenir ce territoire. En 1356, conjointement avec Nicolas le Petit, duc de Ziębice, Henri V effectue une mission diplomatique à Constantinople d'où il effectue un pèlerinage en Palestine.
Après son retour, Henri V accroît ses possessions. IL achète la plupart du temps à Jean de Ścinawa les cités de Nowogród Bobrzański, Ryczeń, la moitié de Ścinawa, et la région entre  l'Oder et Barycz nommé « Międzyrzecze ». Il obtient un autre succès en acquérant la moitié de Góra après la mort de  Jean en 1365. Peu après, Henri V paie la somme de 600 fine d'argent à Conrad II le Gris le seul fils survivant de son oncle Conrad Ier d'Oleśnica, en échange de ses droits sur ces domaines.

### Alliance avec la Pologne
En 1360, les relations entre Henri V et l'empereur Charles IV commencent à se détériorer. L'une des raisons en est que lorsque l'empereur se décide enfin à accorder à la veuve de Przemko II la moitié de Głogów comme douaire ou Oprawa wdowia qu'elle attendait depuis longtemps, il donne l'expectative de sa succession au duc Bolko II le Petit, de Świdnica.  Cette action prive, Henri V de tous ses espoirs de restaurer l'unité de Głogów. Peu après il se rend à Cracovie et fait alliance avec Casimir III de Pologne. Afin de renforcer cet accord, un mariage politique est organisé entre la fille d'Henri V, Hedwige et le roi Casimir III. Par cette alliance, le roi de Pologne accroît son influence en Silésie et le duc Żagań gagne un allié et protecteur. Les noces ont lieu le 25 février 1363 à Wschowa et sont célébrées par l'évêque de Poznań, Jan V de Lutogniewo.

### Fin de règne
Henri V avait la réputation d'un hôte courtois, bien qu'il demeure célèbre pour son excessive sévérité envers ses sujets. Il n'est guère plus clément entre l'Église où l'aristocratie lorsqu'il rend la justice. Comme en témoignent ses éternels conflits avec les augustiniens de Żagań. Sa dureté est telle, qu'il doit faire face à la fureur de ses propres vassaux qui l'enlèvent mais qui peu après le relâchent du sous-sol de Saint-Jacques de Głogów où ils le détenaient. En 1367 à la suite d'une inflammation des yeux il devient aveugle. Lorsqu'il meurt deux ans plus tard le 8 avril 1369 il est inhumé dans l'église des augustiniens de Żagań.

## Union et postérité
Le 6 septembre 1337, Henri V épouse Anne (née en 1324 – † 16 février 1363), fille du duc Wacław de Płock. Ils ont cinq enfants :
- Henri VI l'Aîné .
- Anne († 14 juillet 1405), épouse le 20 janvier 1361 le duc Jean Ier de Racibórz.
- Edwige de Sagan († 27 mars 1390), épouse d'abord le 25 février 1363 le roi Casimir III de Pologne et ensuite le 10 février 1372 le duc Robert Ier de  Legnica.
- Henri VII Rumpold
- Henri VIII le Moineau.